# Вовчук Любомир Євгенович
Любоми́р Євге́нович Вовчу́к (нар. 26 серпня 1969, Берездівці, Львівська область) — радянський та український футболіст, тренер галицьких «Карпат». Виступав, зокрема за «Карпати» (Львів), «Волинь» (Луцьк) і «Ниву» (Тернопіль). Загалом у вищій українській лізі провів 297 матчів.

## Ігрова кар'єра
Вихованець ДЮСШ (Новий Розділ) і Львівського спортінтернату. Перший тренер — Я. І. Вацик.
Після 9-го класу був відрахований із львівського спортінтернату як неперспективний — кардіограма футболіста щоразу показувала, що Вовчук дуже погано відновлююся після навантаження. Звідси тренери зробили висновок, що гравець не має перспектив у футболі і після двох років навчання в інтернаті його було відраховано. Згодом проблеми з кардіограмою були впродовж всієї кар'єри, така була особливість організму футболіста, тому тренери інколи давали послаблення на тренуваннях. Після спортінтернату Вовчук пішов у львівське ПТУ-20, де була футбольна спецгрупа. Потім служив у війську, під час якої мав змогу грати за ковельський «Сільмаш».
Велику частину кар'єри провів у львівських «Карпатах» (1990 і 1995—2002 роки), за які в чемпіонаті зіграв 197 поєдинків і забив 7 м'ячів.
Також виступав за «Цементник» (Миколаїв), «Волинь» (Луцьк), «Ниву» (Вінниця), «Скалу» (Стрий), «Техно-Центр» (Рогатин), «Ниву» (Тернопіль). Загалом у вищій українській лізі провів 297 матчів.
Невисокий футболіст виділявся на полі завдяки великій швидкості. Друзі та колеги відзначають його веселий і доброзичливий характер.
З літа 2007 року перейшов на тренерську роботу. Працював у клубах «Нива» (Тернопіль) і «Карпати-2» (Львів).

## Тренерська кар'єра
Після закінчення футбольної кар'єри він став асистентом головного тренера у «Ниві» (Тернопіль), а з липня 2008 року — команді «Карпати-2». Згодом Вовчук зайняв посаду головного тренера «Карпат-2». У сезоні 2012 після першого кола команда «Карпати-2» знялася з обласних змагань у зв'язку з тим, що з цього сезону стартував чемпіонат України U-19 серед команд Прем'єр-ліги. В результаті гравці і тренер були заявлені за команду «Карпати U-19», а з жовтня 2012 року і до квітня 2015 року Вовчук працював тренером у СДЮШОР «Карпати».
У квітні 2015 року Вовчук був призначений асистентом Романа Толочка у тернопільській «Ниві», але вже у вересні того ж року весь тренерський штаб подав у відставку через низькі результати.
Надалі Вовчук повернувся до «Карпат», де тренував команди U-17 а з літа 2019 року молодіжну команду U-21. Після того як влітку 2020 року основну команду «Карпат» через фінансові проблеми було відправлено до Другої ліги, Вовчук був призначений головним тренером клубу.
Влітку 2021 року очолив друголігові «Карпати» (Галич). За 8 турів, команда на чолі з Вовчуком здобула 4 перемоги, раз зіграла внічию і тричі програла, після чого Любомира було переведено на посаду тренера-селекціонера у штабі нового головного тренера Карлоса Інарехоса.

## Особисте життя
Одружений. Разом з дружиною Ольгою виховує двох дітей: доньку Мар'яну і сина Владислава (1996 р. н.), який навчався у Львівському училищі фізичної культури.